# Стево Црвенковський
Стево Црвенковський (мак. Стево Црвенковски) (18 березня 1947, Скоп'є — 4 лютого 2004, Скоп'є) — македонський державний діяч, дипломат.

## Біографія
Народився 18 березня 1947 року в місті Скоп'є, Північна Македонія. У 1973 закінчив Белградську Академію театру, кіно, радіо і телебачення.
З 1973 — працював на кіностудії «Вардар-фільм».
У 1982 — режисер і автор сценарію фільму «Juzna Pateka».
З 1993 по 1996 — віце-прем'єр і міністр закордонних справ Македонії.
З 1997 — Надзвичайний і Повноважний Посол Македонії в Великій Британії та Ірландії.
Був радником Президента Македонії Кіро Глігорова з зовнішньополітичних питань.
04 лютого 2004 — помер в Скоп'є.